# Anisodon grande
Anisodon grande (лат.) — вымерший вид подсемейства Chalicotheriinae семейства халикотериевые. Включается в состав рода Anisodon вместе с видом Anisodon macedonicus. Обитал в Европе в конце миоцена. Высота в холке около 150 см и вес около 600 кг. Эти звери имели когтистые передние конечности, которыми они могли пригибать ветви деревьев и объедать листья, а также отпугивать миоценовых хищников, таких как амфициониды и саблезубые кошки.